# 道洛縣
5°59′39″S 145°19′31″E / 5.9943°S 145.3252°E
道洛縣（英語：Daulo District），是巴布亞新畿內亞的縣份之一，位於新畿內亞島東部，由東高地省負責管轄，首府設於阿薩羅，面積625平方公里，2011年人口45,783，人口密度每平方公里73人。